# Phường 6, Tân Bình
Phường 6 là một phường thuộc quận Tân Bình, Thành phố Hồ Chí Minh, Việt Nam.
Phường 6 có diện tích 0,57 km², dân số năm 2021 là 25.749 người,  mật độ dân số đạt 45.173 người/km².